# Reliant Regal
La Regal è un'autovettura a 3 ruote prodotta dalla Reliant, in varie serie, tra il 1953 ed il 1973. Essendo un triciclo dalla costruzione molto leggera, con un peso inferiore a sette cwt (meno di 355 kg), nel Regno Unito il veicolo può essere guidato con la patente per motocicli e immatricolato come tale. Una versione veicolo commerciale, con portello posteriore a cerniera laterale, è stata commercializzata come Supervan Reliant.

## Storia ed evoluzione
Dal lancio della prima serie Mk 1 nel 1953 fino alla Mk VI del 1961, la Regal fu soggetta a molte revisioni in un breve lasso di tempo, con la prima generazione che utilizzava un telaio in legno e una carrozzeria a pannelli separati di alluminio. Il motore era da 747 cm³ a valvole laterali.

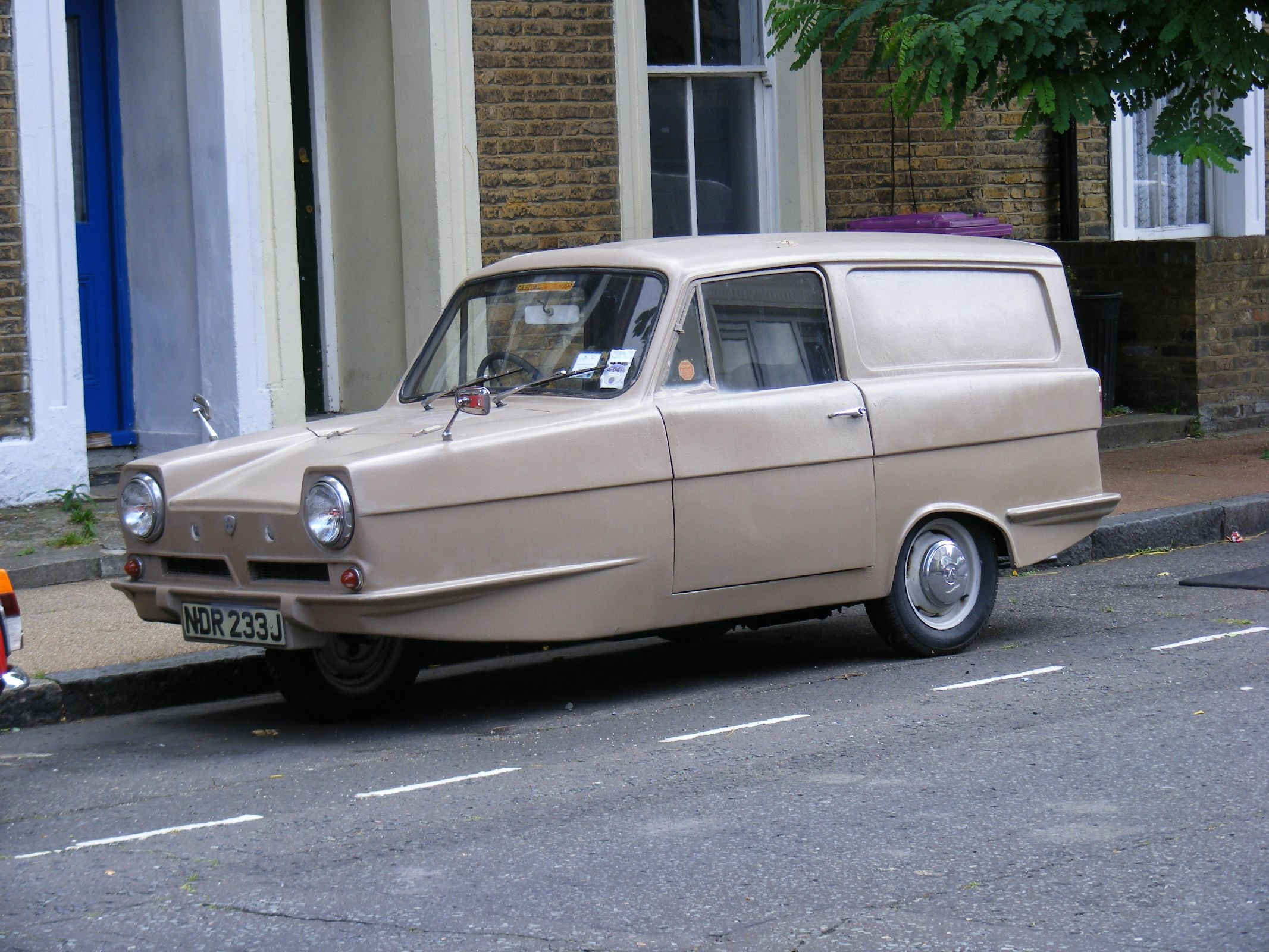
Una Reliant Regal 3/30

Nel 1962 la Reliant introdusse la Mk VII, denominata con il codice "TW7" (Three Wheeler 7). Questa versione era caratterizzata da un nuovo motore di Reliant OHV e a differenza della precedente Regal aveva abbandonato il telaio di legno e la carrozzeria era una monoscocca in vetroresina rinforzata. La fibra di vetro era stampata in due grandi unità (esterna e interna), poi incollate insieme e imbullonate ad un nuovo telaio in acciaio.
I nuovi modelli erano siglati come Regal 3/25, Regal 3/30 (numero di ruote/bhp), Regal 21E o Regal 21E 700, secondo le versioni. I motori erano da 600 cm³ per 25 bhp di potenza (effettivi 598 cm³ e 24 CV) e da 700 cm³ per 30 CV (effettivi 701 cm³ e 29 CV). La versione 21E era dotata di 21 extra, che altrimenti erano disponibili come optional per la vettura di serie. Questi extra includevano, tra gli altri, fari fendinebbia, paraurti cromati, alette parasole, manometro olio, copricerchi e vernice metallizzata.
Nell'ottobre del 1973 la Regal venne sostituita dalla Reliant Robin (denominata con la sigla "TW8").

## Nella cultura di massa

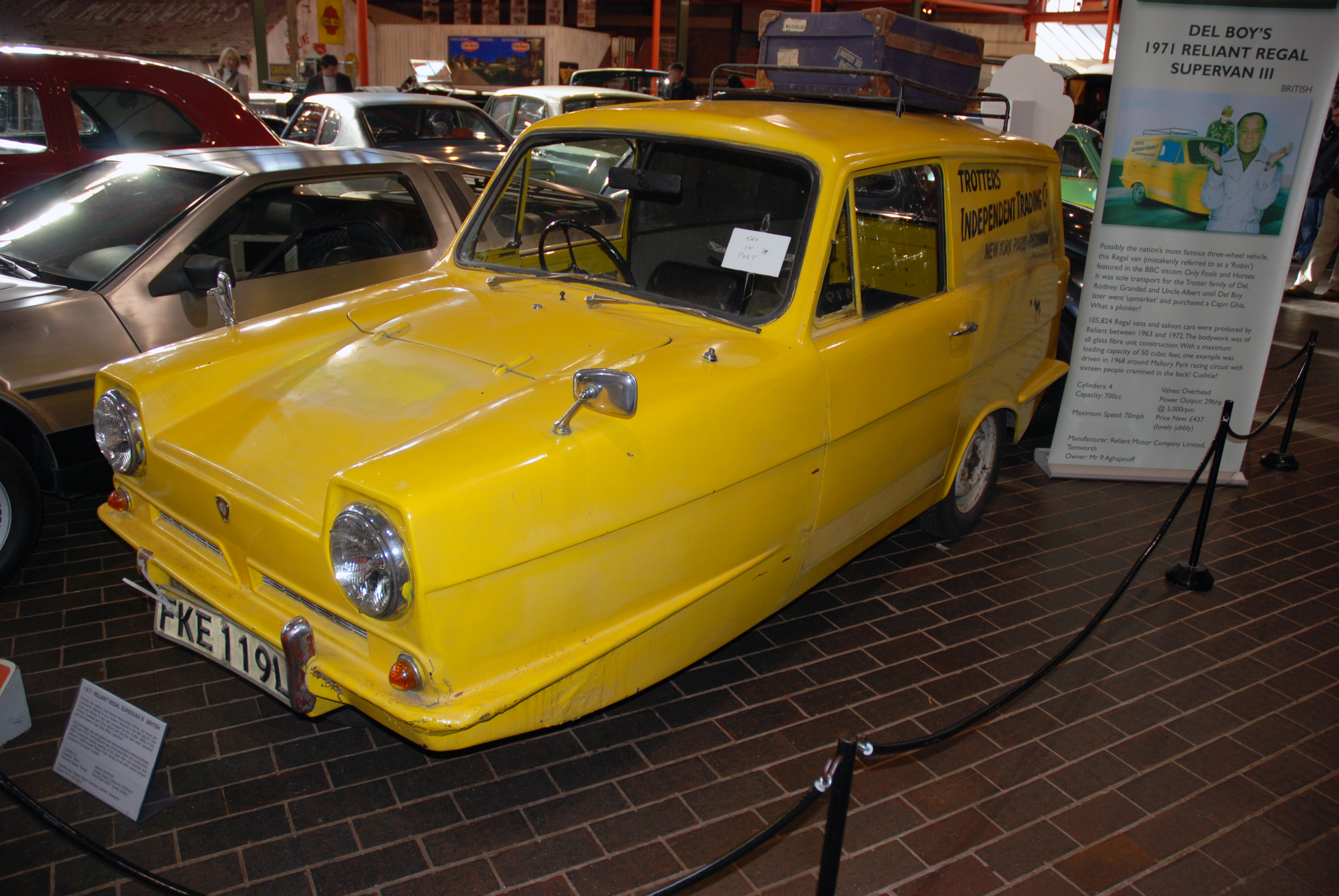
La Reliant Supervan nei colori della sitcom Only Fools and Horses

Le Reliant godono di un posto speciale nella cultura britannica come simboli di eccentricità "british" e sono state spesso oggetto di ironia e scherno.
Nella nota serie televisiva Mr. Bean, una gag ricorrente vede il protagonista, interpretato dall'attore britannico Rowan Atkinson, alla guida della sua Mini entrare spesso in conflitto con una Reliant Regal Supervan III celeste, che viene regolarmente ribaltata o buttata fuori dal suo parcheggio.
Un altro esempio è il caratteristico furgone, una Reliant Supervan, che compare nella sitcom della BBC Only Fools and Horses. Il veicolo originale è esposto al National Motor Museem di Beaulieu, mentre uno dei due furgoni "back-up" è stato venduto nel 2007 per oltre £44.000 al pugile britannico Ricky Hatton.